# PPG工业集团
PPG工业集团（PPG Industries）是一家全球化经营的美国企业，主要生产涂料、玻璃、玻璃纤维及化学品。

## 历史
PPG创立于1883年，总部位于美国宾夕法尼亚州匹兹堡，如今在全球22个国家设立了130多个生产基地。
1883年成立时，企业名为Pittsburgh Plate Glass Company（匹兹堡平板玻璃公司），发展到1968年，更名PPG Industries（PPG工业集团），以彰显其多元的制造业务。
2017年4月24日PPG工业集团以每股96.75欧元，包括每股61.50欧元现金，0.357股PPG普通股，以及7.78欧元的股息，合共269亿欧元（288亿美元）收购阿克蘇諾貝爾。
2017年6月2日PPG工业集团公布，放棄涉資276億美元的收購歐洲油漆集團阿克蘇諾貝爾的计划。